# جيم ليستر
جيم ليستر (بالإنجليزية: Jim Lister)‏ (26 فبراير 1981 - ) هو مدرب كرة قدم ولاعب كرة قدم بريطاني في مركز الهجوم. لعب مع نادي بريتشين سيتي ونادي دمبرتون ونادي ستنهاوسموير ونادي ألوا أثليتيك وأردريونيانز وBathgate Thistle F.C. ‏ وCamelon Juniors F.C. ‏ وبيرويك راينجرز وOakley United F.C. ‏.

## وصلات خارجية
- جيم ليستر على موقع قاعدة بيانات كرة القدم.إي يو (الإنجليزية)